# Playa La Huelga y Playa de la Canalina

La Playa de La Huelga, se encuentra en la desembocadura del río San Cecilio y muy cerca de ella pueden contemplarse unas marismas. Se halla a pocos kilómetros de la localidad de Hontoria.
Esta playa está considerada paisaje protegido, desde el punto de vista medioambiental (por su vegetación y también por sus características geológicas). Por este motivo está integrada en el Paisaje Protegido de la Costa Oriental de Asturias.
Por su Parte la playa de La Canalina, que no existe con pleamar, se ubica en una zona acantilada de rocas calizas, pastizales y terrenos de cultivo. Al no ser de fácil acceso (ya que se llega a ella a través de un camino de cemento labrado sobre la roca) y desaparecer según la marea, es poco frecuentada.

## Descripción
La playa de La Huelga presenta una forma triangular y al este de ella se ubica la de La Canalina, protegida por un acantilado. Se encuentran en un entorno rural de una peligrosidad media. A la primera se puede acceder en vehículo prácticamente hasta la arena, mientras que a la de La Canalina es peatonal, aunque inferior a medio kilómetro.